# Estadi Olímpic de Nouakchott
L'Estadi Olímpic de Nouakchott (en àrab: الملعب الأولمبي, Stade Olympique, oficialment Complexe Olympique de la République Islamique de Mauritanie) és un estadi multiusos situat a Nouakchott, Mauritània. Anteriorment fou conegut com a Stade de la Capitale.
Va ser inaugurat el 1983 i renovat el 2002. Principalment és utilitzat per partits de futbol i proves d'atletisme, amb una capacitat per a 20.000 espectadors.